# 崔秀敏
崔秀敏（韩语： Choe Sumin，1990年1月9日—），生于仁川广域市，韩国女子手球运动员，司职左边锋，畢業於韓國體育大學，2014年亚洲运动会女子手球金牌得主、2018年亚洲运动会女子手球金牌得主。